# Metriche volume 1
Metriche volume 1 è il primo mixtape del rapper italiano Lowlow, pubblicato in modo indipendente il 18 maggio 2011. Il disco è sotto strumentali edite ed è stato rilasciato con lo pseudonimo Poeta Incazzato.

## Tracce
Testi di Giulio Elia Sabatello.
1. Immortale – 2:49
2. NSP (feat. Smacco & Sercho) – 3:37 (musica: Alessio Belpassi)
3. Luna piena (feat. Gemitaiz) – 2:55 (musica: Davide D'Onofrio)
4. Freestyle shit 1 – 1:52
5. A1 (feat. MixUp) – 2:13
6. Flussi di incoscienza – 2:03
7. Faggot rappers – 2:23
8. Il signore delle mosche (feat. Pinto) – 2:26
9. Alla deriva (feat. Sercho)
10. Essenza e dolore – 2:47 (musica: Davide D'Onofrio)
11. MS Infamous (feat. Mostro) – 2:05
12. Freestyle shit 2 – 1:45
13. Lo Sai (feat. Smacco) – 3:05
14. Can't fuck with (feat. Gemitaiz, Killa Cali) – 4:28
15. Fino a qua (feat. J) – 3:37
16. Non può essere vero (feat. Jimmy) – 3:08
17. Sfoghi di una vita complicata – 3:43
18. Polvere – 2:32